# Sporobolus bahamensis
Sporobolus bahamensis är en gräsart som beskrevs av Eduard Hackel. Sporobolus bahamensis ingår i släktet droppgräs, och familjen gräs. Inga underarter finns listade i Catalogue of Life.